# Giacomo Bergamonti
Giacomo Bergamonti (Gussola, 24 dicembre 1919 – Bozzolo, 17 marzo 1952) è stato un politico e partigiano italiano.

## Biografia
Partigiano, esponente del Partito Comunista Italiano. Venne eletto deputato nelle file del Fronte Democratico Popolare nell'aprile 1948 per la I Legislatura. Morì durante il mandato parlamentare, nel marzo 1952. Al suo posto alla Camera subentrò il socialista Carlo Bertazzoni.
L'11 marzo 1951 mentre tornava in moto da Cremona a Piadena ebbe un incidente stradale e finì contro un paracarro. Morì a causa delle complicazioni all'ospedale di Bozzolo il 17 marzo.